# Commiphora kerstingii
Commiphora kerstingii är en tvåhjärtbladig växtart som beskrevs av Adolf Engler. Commiphora kerstingii ingår i släktet Commiphora och familjen Burseraceae. Inga underarter finns listade i Catalogue of Life.